# Problém politického členění Somálska

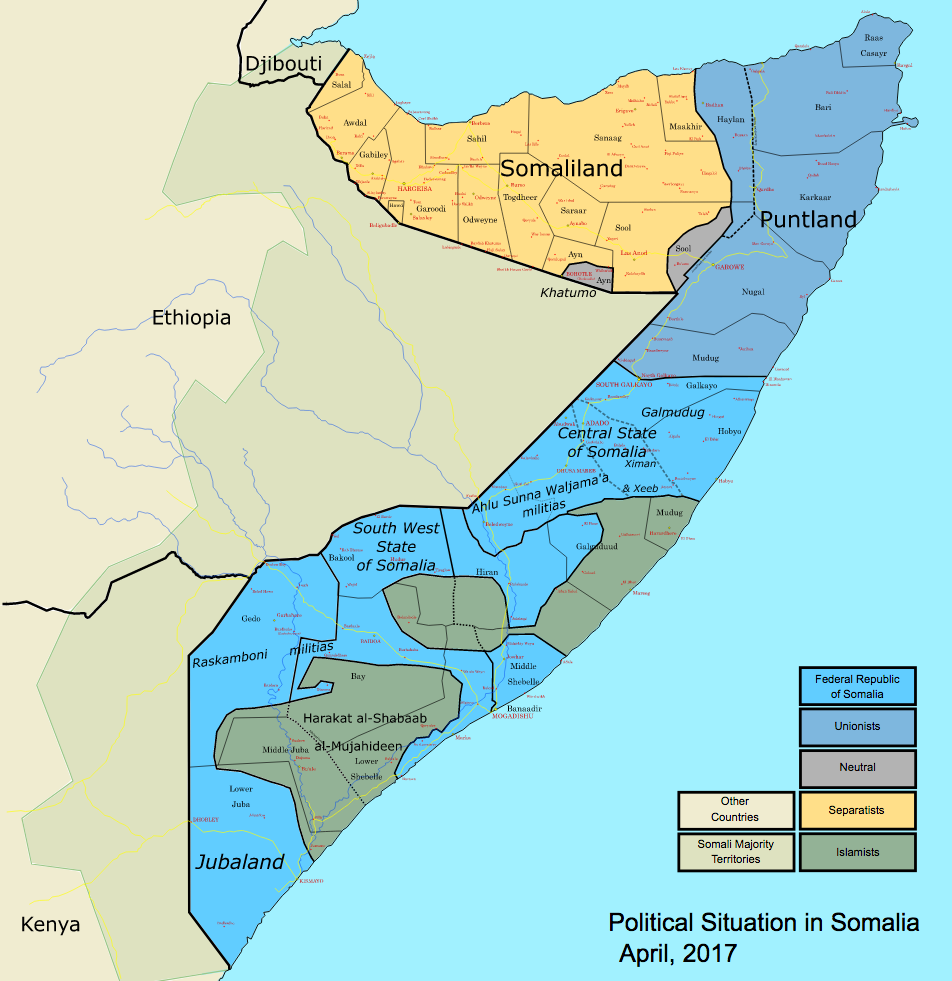
Průběžně aktualizovaná politická mapa Somálska

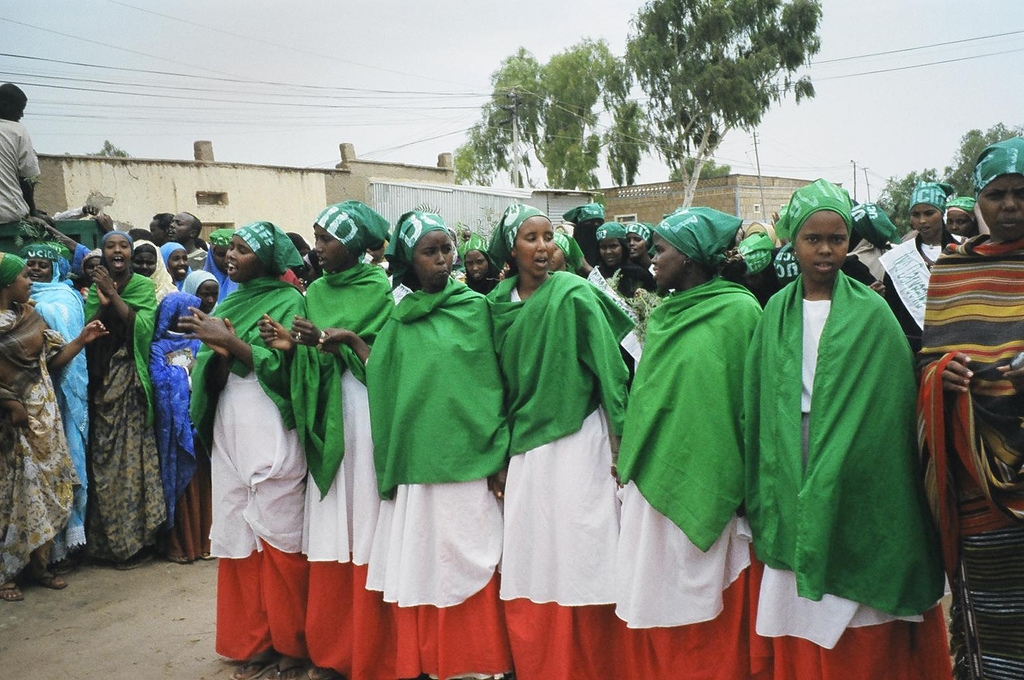
Ženy s vlajkami separatistického Somalilandu

Dlouholetá občanská válka vyústila ve faktické rozdělení Somálska na několik samosprávných regionů. Na severu se nachází separatistický Somaliland, který svou budoucnost vidí mimo Somálsko. Zbytek zabírají také defakto nezávislé státy a klanová území, které ovšem svou budoucnost vidí jako součást federalizovaného Somálska. Nutno dodat, že každé z území chce mít v budoucí federaci roli hegemona, tudíž dospět k nějaké dohodě bude velmi obtížné, ne-li nemožné.
Nicméně v roce 2004 vznikla tzv. Přechodná federální vláda, která má pod svou přímou kontrolou jenom zlomek území.
S vládou s výhradami spolupracuje Puntland a někteří vůdci milice.
Území spolupracující s vládou:
- Puntland - spolupracuje s výhradami.
- Území Ahlu Sunna Waljama'a (ASWJ). Toto islámské hnutí praktikuje súfismus a tudíž stojí v opozici k milicím aš-Šabáb, před kterými jim aliance s vládou poskytuje ochranu.
- Galmudug - toto území vzniklo z vůle polních velitelů, jedná se o dvě spojené provincie, které poskytovaly logistickou podporu v bojích o Mogadišo. Některá sídla jsou ovládána milicí aš-Šabáb, pobřeží pak somálskými piráty.
- Jubaland - ke složitosti celé situace přispívá to, že území, které v březnu 2011 od aš-Šabáb osvobodily vládě loajální jednotky se začalo nazývat Jubaland, který ovšem nesouvisí s Jubalandem, který se nyní nazývá Azania. Tyto dvě teritoria mají pouze společné to, že jimi protéká řeka Juba.
- TFG - území označené v mapce touto zkratkou je jediné území pod přímou vládou Přechodné vlády, jedná se o několik čtvrtí Mogadiša.

Nepřátelská území
- Prakticky celý jih Somálska je pod kontrolou milicí aš-Šabáb, kteří odmítají jakýkoliv pluralismus a federalismus a chtějí celé Somálsko dostat pod svou islamistickou kontrolu.

Neutrální území
- Azania - toto území vzniklo za podpory Keni, která si přála nárazníkovou zónu mezi svým územím a územím milice aš-Šabáb . Území má vlastní vlajku a přeje si somálskou federaci. Dříve se území nazývalo Jubaland (neplést s nynějším Jubalandem), v dubnu 2011 vláda tohoto území ohlásila, že Jubaland bude přejmenován na Azania. Prakticky se řídí keňskými instrukcemi, je tak keňským loutkovým státem.
- Ximan a Xeeb je území pod kontrolou "vlády Ximanu a Xeebu".
- Ogadenia je území pod vládou Etiopie, kde také žije somálské etnikum. Neustálé intervence etiopské centrální vlády neumožňují jakoukoliv politickou emancipaci těchto Somálců a tak do bojů o moc nemohou zasahovat.Oblast působení somálských pirátů v letech 2005 až 2010

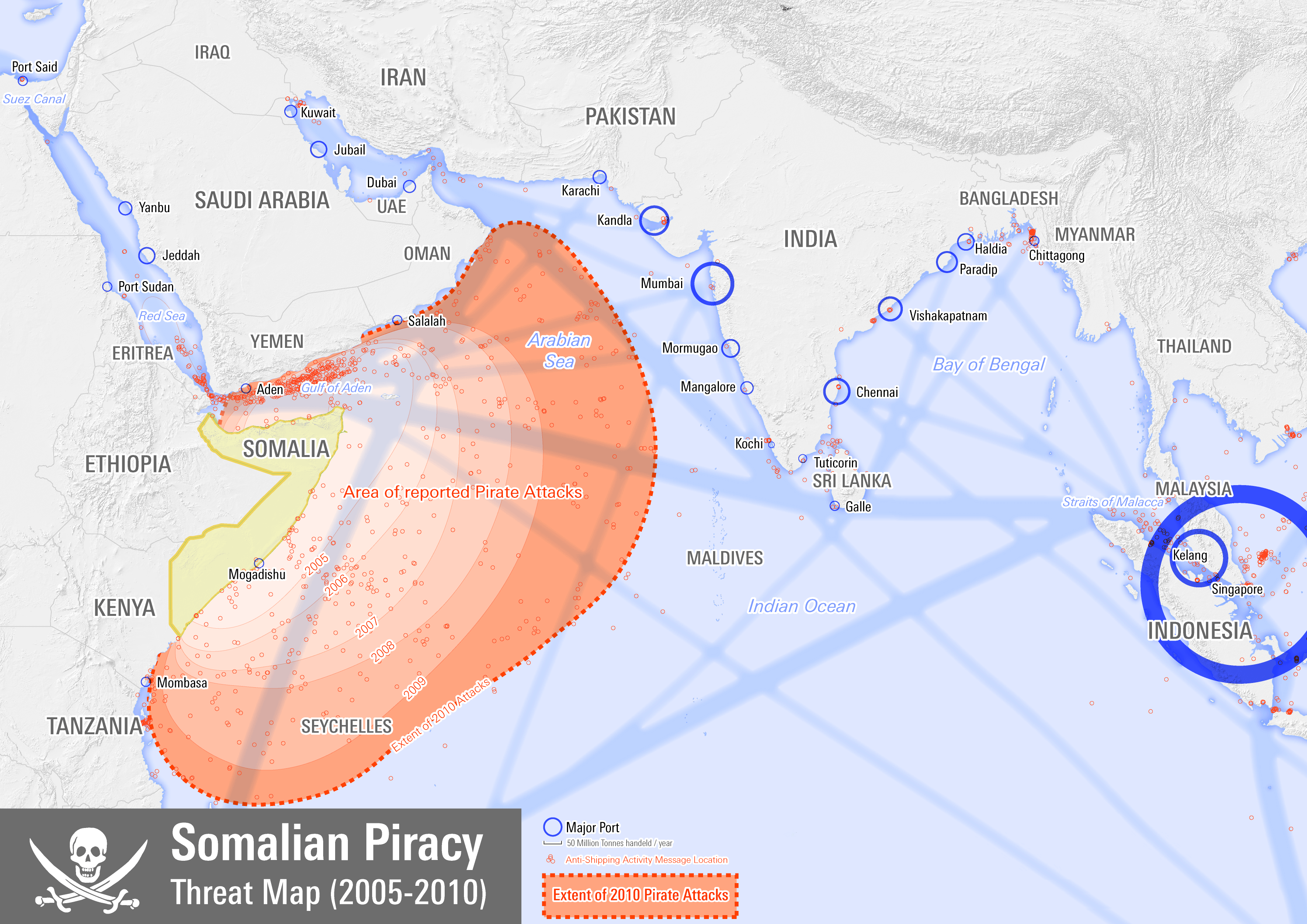
Oblast působení somálských pirátů v letech 2005 až 2010

## Přehled nejvyšších představitelů
1. 7. 1960–6. 7. 1961 – Aden Abdullah Osman Daar – úřadující prezident; SYL
6. 7. 1961–10. 6. 1967 – Aden Abdullah Osman Daar – prezident; SYL
10. 6. 1967–15. 10. 1969 – Abdirashid Ali Shermarke – prezident; SYL
15. 10. 1969–21. 10. 1969 – Sheikh Moktar Muhammad Husayn – úřadující prezident; SYL
21. 10. 1969–1. 7. 1976 – Muhammad Siad Barre – předseda Nejvyšší revoluční rady; SRSP
1. 7. 1976–27. 1. 1991 – Muhammad Siad Barre – prezident; SRSP
29. 1. 1991–21. 7. 1991 – Ali Mahdi Muhammad – prozatímní prezident; USC/SSA

21. 7. 1991–3. 1. 1997 – Ali Mahdi Muhammad – prezident; USC/SSA

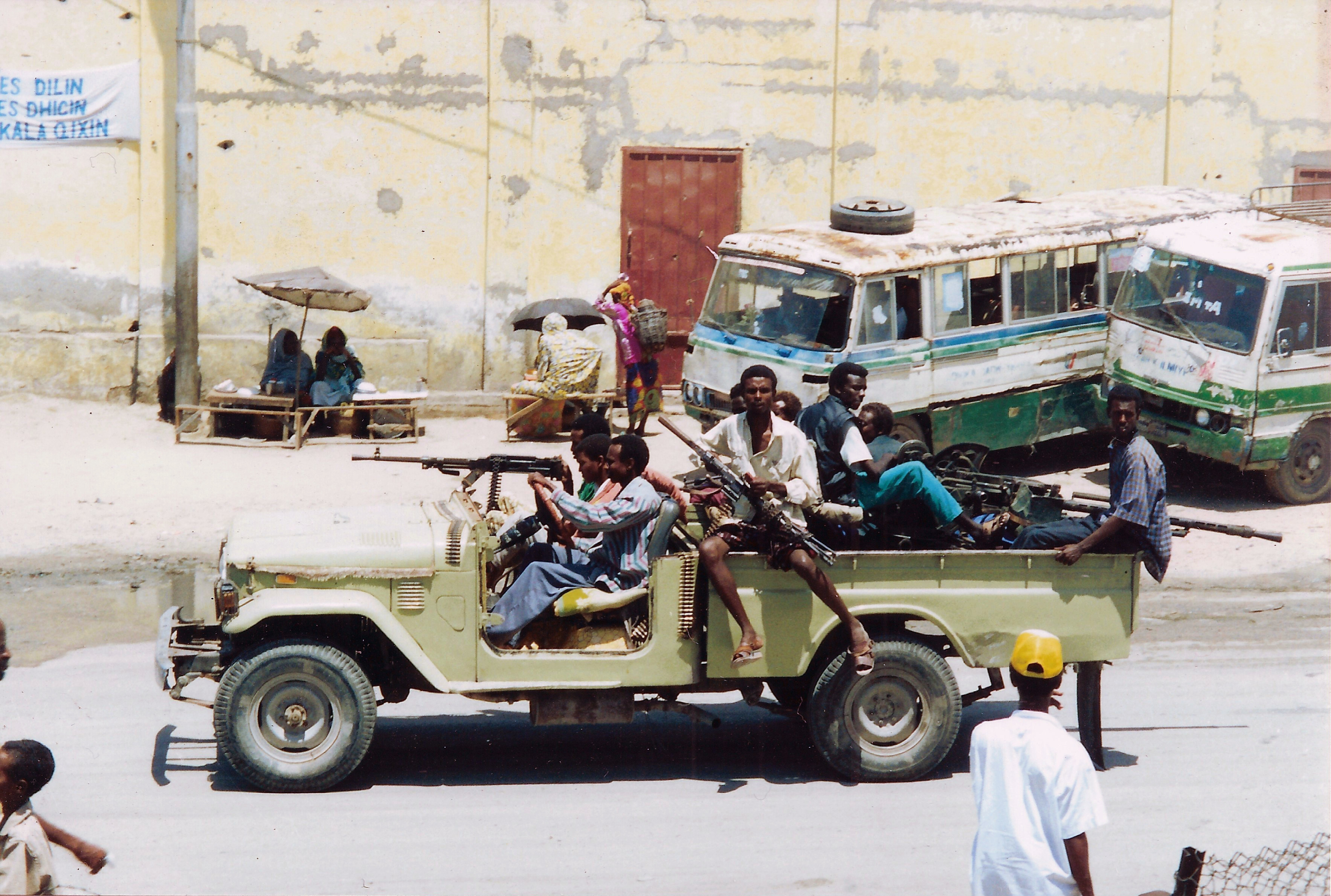
Somálské milice během občanské války v roce 1993

15. 7. 1995–1. 8. 1996 – Muhammad Farah Hassan Aydid – prozatímní prezident; vzbouřenecký; USC/SNA
4. 8. 1996–20. 3. 1998 Hussein Muhammad Farah Aydid – prozatímní prezident; vzbouřenecký; USC/SNA
3. 1. 1997–? ?? – Ali Mahdi Muhammad (USC/SSA), Osman Hassan Ali „Ato“ (USC/SNA), Abdulkadir Muhammad Aden „Zopo“ (SDM), Abdullahi Yussuf Ahmad (SSDF), Aden Abdullahi Nur „Gabiyo“ (SPM) – spolupředsedající Rady národní záchrany
22. 8. 2000–27. 8. 2000 – Abdallah Derow Isaq – mluvčí prozatímního Národního shromáždění; v exilu v Džibutsku; bezp.
27. 8. 2000–14. 10. 2004 – Abdiqasim Salad Hassan – prezident; do 14. 10. 2000 v exilu v Džibutsku, poté na omezeném území okolo hlavního města; bezp.
5. 6. 2003–5. 6. 2006 – Abdinur Ahmed Darman – prezident; části hlavního města a jižního Somálska; USRP
14. 10. 2004–29. 12. 2008 – Abdullahi Yusuf Ahmed – prezident; do 13. 6. 2005 v exilu v Keni, od 26. 7. 2005 v Jowharu, od 26. 2. 2006 v Baidoe, od 8. 1. 2007 v hlavním městě; SSDF
5. 6. 2006–29. 6. 2006 – Sheikh Sharif Sheikh Ahmed – předseda Svazu islámských soudů; hlavní město a části jižního Somálska; ICU

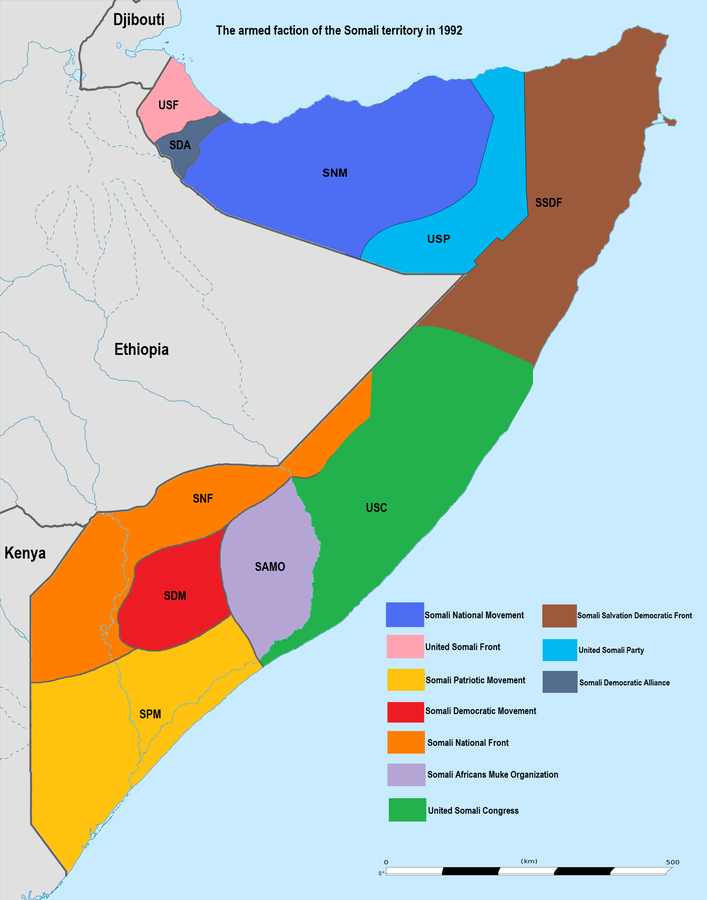
Oblasti Somálska ovládané různými ozbrojenými frakcemi v roce 1992

29. 6. 2006–28. 12. 2006 – Sheikh Hassan Dahir Aweys – předseda Nejvyšší somálské islámské rady; v hlavním městě (do 27. 12. 2006) a části jižního Somálska; SSIC
29. 12. 2008–31. 1. 2009 – Sheikh Adan Mohamed Nuur „Madobe“ – úřadující prezident; v Baidoe, od ledna 2009 v exilu v Džibutsku
od 31. 1. 2009 – Sheikh Sharif Sheikh Ahmed – prezident; ARS

### Somaliland
Republika Somaliland vyhlášena 24. 5. 1991, mezinárodně neuznána.
28. 5. 1991–16. 5. 1993 – Abdurahman Ahmad Ali „Tuur“ – prezident; SNM
16. 5. 1993–3. 5. 2002 – Muhammad Haji Ibrahim Egal – prezident; SNM, UDUB
od 3. 5. 2002 – Dahir Riyale Kahin – prezident; UDUB

### Jubaland
1998 – 2001 a 2013 – současnost
3. 9. 1998–11. 6. 1999 – Muhammad Siyad Hersi „Morgan“ – vůdce; voj. /SPM
11. 6. 1999–18. 6. 2001 – Ahmed Warsame – vůdce; ASM/JVA
15. 5. 2013– současnost – Ahmed Mohamed Islam – prezident

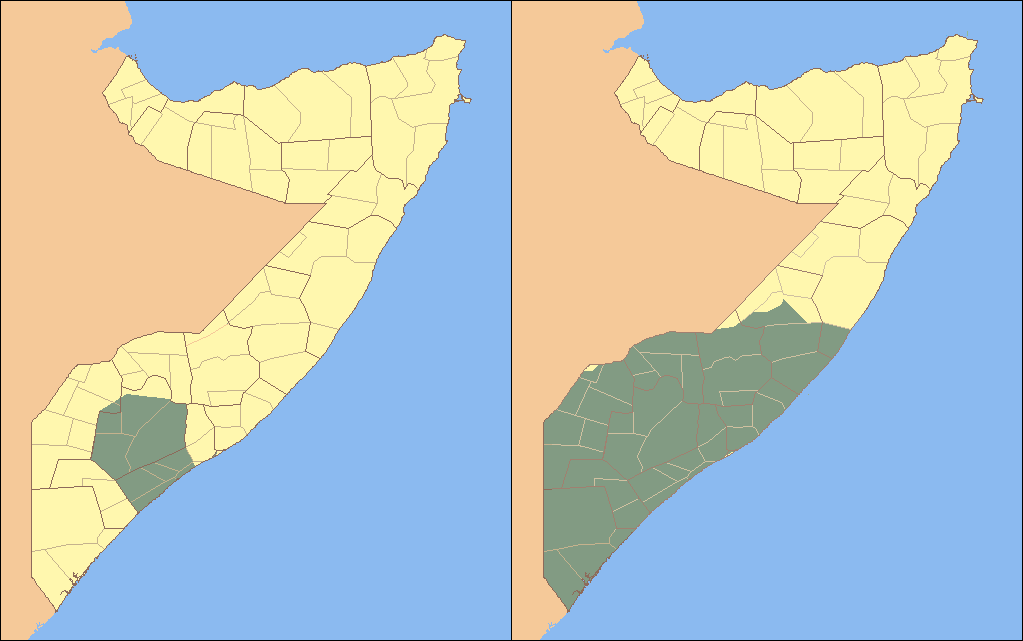
Územní zisky islamistických milicí Al-Šabáb do konce roku 2010

### Puntland
23. 7. 1998 vyhlášen autonomní stát Puntland, neuznán.
23. 7. 1998–30. 6. 2001 – Abdullahi Yusuf Ahmed – prezident; SSDF, bezp.
30. 6. 2001–8. 5. 2002 – Abdullahi Yusuf Ahmed – prezident; vzbouřenecký
1. 7. 2001–14. 11. 2001 – Yusuf Haji Nur – úřadující prezident; bezp.
14. 11. 2001–8. 5. 2002 – Jama Ali Jama – prezident; bezp.
8. 5. 2002–17. 5. 2003 – Jama Ali Jama – prezident; vzbouřenecký
8. 5. 2002-říjen 2004 – Abdullahi Yusuf Ahmed – prezident; bezp.
říjen 2004–8. 1. 2005 – Mohamed Abdi Hashi – prezident; bezp.
8. 12005–8. 1. 2009 – Mohamud Muse Hersi „Adde“ – prezident; bezp.
od 8. 1. 2009 – Abdirahman Mohamed „Farole“ – prezident; bezp.

### Jihozápadní Somálsko
Stát Jihozápadní Somálsko vyhlášen 1. 4. 2002 Rahanweinskou armádou odporu; neuznán.
1. 4. 2002–200? – Hassan Mohammad Nur „Shatigadud“ – prezident; 3. 10. 2002 ztratil kontrolu nad hlavním městem Baidoou.

### Galmudug
14. 8. 2006 části středního Somálska vyhlásily autonomii jako Stát Galmudug.
od 14. 8. 2006 – Mohammed Warsame Ali „Kiimiko“

### Maakhir
1. 7. 2007 část severovýchodního Somálska vyhlásila autonomní Stát Maakhir. 11. 1. 2009 území připojeno k Puntlandu.
1. 7. 2007–11. 1. 2009 – Jibrell Ali Salad – prezident; v exilu od 2008 (? )

duben 2008–11. 1. 2009 – Abdullahi Ahmed Jama „Ilkajir“ – prezident; de facto; voj